# Voy a pasármelo mejor
Voy a pasármelo mejor es una película hispano-mexicana de comedia romántica y musical de 2025, dirigida por Ana de Alva en su ópera prima y escrita por David Serrano y Luz Cipriota. Es una secuela de la película de 2022 Voy a pasármelo bien. Está protagonizada por Izan Fernández, Renata Hermida, Alba Planas, Raúl Arévalo y Karla Souza. Se estrenó en cines españoles el 18 de julio de 2025, con distribución de Beta Fiction Spain.

## Trama
Los Pitus, ahora con quince años, se van a un campamento de verano para aprender inglés. Mientras que Luis (Rodrigo Gibaja) y Paco (Rodrigo Díaz) encuentran sus primeros amores, la relación a distancia entre David (Izan Fernández) y Layla (Renata Hermida) sufre una crisis cuando Layla conoce a alguien en México.

## Reparto
- Izan Fernández como David
  - Raúl Arévalo como David adulto
- Renata Hermida como Layla
  - Karla Souza como Layla adulta
- Rodrigo Díaz como Paco
- Rodrigo Gibaja como Luis
- Alba Planas como Marta
- Diego Montejo como Tormo
- Rocío Casanova
- Michel Herráiz Gurillo
- Javier García Montero como Maroto
- Gabriela Soto Belicha como Almudena
- Olaya Menéndez como Silvia

## Producción
El 26 de junio de 2023, se anunció por primera vez que una secuela de la película Voy a pasármelo bien estaba en desarrollo. En septiembre de 2024, se anunció por primera vez que la secuela recibiría el título de Voy a pasármelo mejor y que su rodaje comenzará en octubre de ese año en Valladolid. Aunque al principio se anunció que David Serrano volvería para dirigir la nueva película, más adelante se confirmó que Ana de Alva dirigiría la película en su ópera prima, aunque Serrano sí volvería para escribir el guion junto con Luz Cipriota. Izan Fernández, Renata Hermida, Michel Herráiz, Rodrigo Gibaja, Diego Montejo, Rodrigo Díaz, Raúl Arévalo y Karla Souza fueron confirmados como parte del reparto de la nueva película. Además de en Valladolid, el rodaje de la película también tuvo lugar en Madrid y México. La banda sonora de la película incluye canciones de varios artistas como Antonio Vega, Duncan Dhu, Miguel Bosé, Seguridad Social o Chimo Bayo, aunque ya no incluye canciones de Hombres G, alrededor de cuya música se centró Voy a pasármelo bien.

## Lanzamiento y marketing
El 15 de octubre de 2024, cuando se anunció que el rodaje finalmente había comenzado, Beta Fiction Spain anunció que estrenaría la película en cines españoles el 20 de junio de 2025. En mayo de 2025, Beta Fiction Spain lanzó el primer tráiler de la película y retrasó su estreno al 18 de julio de 2025. En junio de 2025, el tráiler final de la película fue lanzado.